# Per Skovdal
Per Omund Skovdal, född 18 oktober 1920 i Tune i Norge, död 15 juni 2006 på Magdalenagården i Stockholm, var en norsk-svensk målare och tecknare.
Han var son till byggmästaren Carl Johan Skovdal och Ester Bjørn och från 1946 gift med Carmen Orréquia. Skovdal flydde undan den tyska ockupationen av Norge till Sverige under andra världskriget. Han studerade vid Otte Skölds målarskola 1943–1945 och tilldelades norska statens konststipendium 1943 och 1944. Efter krigsslutet genomförde han studieresor till bland annat Italien, Spanien och Frankrike där han studerade för André Lhote. Tillsammans med Ingvar Björkeson ställde han ut i Linköping 1949 och tillsammans med Erik Hermansson och Frans Lundberg i Kristianstad 1955 samt tillsammans med Mirjam Vainio på Färg och Form i Stockholm 1960. Han medverkade i samlingsutställningar arrangerade av Sveriges allmänna konstförening och i Liljevalchs vår- och Stockholmssalonger. Skovdal är representerad vi Moderna museet och Stockholms kommun.    
Skovdal vilar på Ravlunda kyrkogård.